# Diamant noir (album de Werenoi)
Pour les articles homonymes, voir Diamant noir.
Albums de Werenoi
Pyramide
(2024)
Diamant noir est le troisième et dernier album de Werenoi sorti le 11 avril 2025.

## Genèse de l'album
Le 7 avril 2025, le rappeur a sorti le single 11.04.2025 en tant que premier extrait, date qui fait référence à la sortie de cet album.
Quelques jours plus tôt, il avait dévoilé sa tracklist.

## Liste des pistes
| 1.  | Poney                         | Noxious, Arty                          | 3:50 |
| 2.  | Dispense                      | Mr. Punisher, nvy, Vasko               | 2:45 |
| 3.  | First                         | Barbe Noire                            | 3:14 |
| 4.  | Triple V (avec Damso & Ninho) | Shiruken Music                         | 3:13 |
| 5.  | Riri                          | Noxious, Morro Naké                    | 3:11 |
| 6.  | Boss (avec Dystinct)          | Unleaded, YAM                          | 3:15 |
| 7.  | Embouteillé                   | Noxious, Morro Naké, Jak, Shaman Beatz | 2:37 |
| 8.  | Jalouse (avec SDM & Vacra)    | Sneakyyy                               | 3:12 |
| 9.  | Colisée                       | Barbe Noire                            | 2:20 |
| 10. | Diamant noir                  | Traplysse                              | 2:52 |
| 11. | Gulfstream (avec Gunna)       | DJ Bellek, Skillano, Heer Beats        | 3:28 |
| 12. | Faillite                      | Noxious, Morro Naké                    | 3:23 |
| 13. | FTR (avec Lil Tjay)           | DJ Bellek, Skillano, Heer Beats        | 3:13 |
| 14. | 11.04.2025                    | Barbe Noire                            | 1:53 |
| 15. | Clair de lune (avec Kalash)   | Noxious, Rayon                         | 3:41 |
| 16. | Industry Plant                | Mr. Punisher, nvy                      | 2:52 |
| 17. | Titanic                       | Barbe Noire                            | 2:52 |

| 18. | Piano (avec Gims) | Maximum Beats | 2:53 |

## Titres certifiés en France
- Piano (avec Gims)  Platine[3]
- Poney  Platine[4]
- Triple V (avec Damso & Ninho)  Platine[5]
- Jalouse (avec SDM & Vacra)  Or[6]

## Clips vidéos
- 11.04.2025 : 7 avril 2025
- Triple V (avec Damso & Ninho) : 11 avril 2025[7]
- FTR (avec Lil Tjay) : 12 avril 2025
- Boss (avec Dystinct) : 13 avril 2025
- Piano (avec Gims) : 5 mai 2025

## Accueil commercial
En première semaine, Diamant noir s'écoule à 53 821 exemplaires.

## Certifications et classements

### Classements
| Classement (2025)            | Meilleure position |
| ---------------------------- | ------------------ |
| Belgique (Wallonie Ultratop) | 1                  |
| France (SNEP)                | 1                  |
| Suisse (Schweizer Hitparade) | 1                  |

### Certifications et ventes
| Région        | Certification | Ventes/Streams |
| ------------- | ------------- | -------------- |
| France (SNEP) | Platine       | 100 000        |